# The Music Mice-Tro
Pour plus de détails, voir Fiche technique et Distribution.
The Music Mice-Tro est un court métrage d'animation américain de la série Merrie Melodies, mettant en scène Speedy Gonzales contre Daffy Duck, réalisé par Rudy Larriva, sorti en 1967.

## Fiche technique
- Titre : Le Petit Somme de l'opossum
- Titre original : Sleepy Time Possum
- Réalisation : Rudy Larriva
- Scénario : Tom Dagenais et Cal Howard
- Animateurs : Bob Bransford, Ed Friedman, Virgil Ross, Judge Whitaker
- Montage : Joe Siracusa
- Musique : William Lava
- Producteurs : William L. Hendricks, Herbert Klynn
- Société de production : Format Films
- Société de distribution : Warner Bros. Pictures
- Pays d'origine :  États-Unis
- Format : Couleur (Technicolor) — 35 mm — 1,37:1 — Son : Mono
- Genre : Film d'animation, Comédie
- Durée : 6 minutes et 14 secondes
- Dates de sortie :
  -  États-Unis :  27 mai 1967

## Distribution
- Mel Blanc : Daffy Duck (voix) (VF : Patrick Guillemin) / Speedy Gonzales  (voix) (VF : Michel Mella )